# کولدیگا ۳۱۲۶۷
سیارک ۳۱۲۶۷ (به انگلیسی: 31267 Kuldiga، نامگذاری:1998ES14) سی و یک هزار و دویست و شصت و هفتمین سیارک کشف شده‌است که در ۱ مارس ۱۹۹۸ کشف شد.